# AS Sigui
El AS Sigui es un equipo de fútbol de Malí que milita en la Segunda División de Malí, la segunda liga de fútbol más importante del país.

## Historia
Fue fundado en el año 1979 en la ciudad de Kayes tras la fusión de varios equipos locales, incluido el Kayesienne (fundado en 1961). Han jugado en la Primera División de Malí, la cual no juegan desde la temporada 2011/12, año en que descendieron.
Nunca han sido campeones de la máxima categoría (la cual es dominada por 3 equipos), pero sí han ganado el título de copa 1 vez en 1987.
A nivel internacional han participado en 2 torneos continentales, donde su mejor participación ha sido en la Copa CAF 1993, en la que fueron eliminados en la segunda ronda por el Stade d'Abidjan de Costa de Marfil.

## Palmarés
- Copa de Malí: 1

1986/87

## Participación en competiciones de la CAF
| Temporada | Torneo          | Ronda      | Club             | Casa | Visita | Global      |
| --------- | --------------- | ---------- | ---------------- | ---- | ------ | ----------- |
| 1988      | Recopa Africana | Preliminar | Real Republicans | 0-0  | 0-0    | 0-0 (3-4 p) |
| 1993      | Copa CAF        | 1          | Shooting Stars   | 1-0  | 1-2    | 2-2 (a)     |
| 1993      | Copa CAF        | 2          | Stade d'Abidjan  | 0-2  | 0-3    | 0-5         |